# Lorenzo Garza
Don Lorenzo Garza, surnommé El Magnifico, est un matador mexicain né le 14 novembre 1908 ou 1909 à Monterrey et mort le 20 septembre 1978 à Mexico.
Il excelle notamment dans les passes dites de parón. Il a d'abord été fêté au même titre que Manolete pour un toreo similaire. Mais, écarté de l'Espagne par la Guerre civile, puis par un long conflit syndical entre les toreros des deux pays, il n'y revient qu'en 1945, avec toujours le même succès. 
Des arènes situées dans sa ville natale à Monterrey portent son nom : la Plaza Monumental Monterrey Lorenzo Garza.